# Fiat 124
A Fiat 124 az olasz Fiat autógyár egyik legsikeresebb, 1966 és 1974 között gyártott, középkategóriás személygépkocsi-modellje. Az 1966-ban Genfben bemutatott modell 1967-ben elnyerte az Év Autója címet. 
A Fiat 124 képezte a műszaki alapját többek között a Szovjetunióban (majd később Oroszországban) 1970-től gyártott Lada (Zsiguli) márkájú személygépkocsiknak.

## Története
A Fiat 124-es modell 1966 márciusában a Genfi autószalonon mutatkozott be, a FIAT 1300/1500-as utódaként, teljesen új műszaki megoldásokkal, 1197 cm³-es, 60 LE teljesítményű OHV benzinmotorral. 1967-ben mutatták be a típus kombi (Familiare) változatát.
1968 októberében Torinóban jelent meg a 124 "Special", mely legkönnyebben a dupla fényszóróiról különböztethető meg az alpváltozattól. Ebben a modellben 1438 cm³-s 70 lóerős motort alkalmaztak, melyhez egy teljesen új futómű is társult.
1970-ben számos kisebb változtatáson és felújításon esett át a modell. Ez évben jelent meg a 124 "Special T", melybe a Fiat 124 Sport Spider 1438 cm³-s DOHC motorját építették be, 80 LE-re visszafogott konfigurációban.
Az utolsó módosításokat 1972-ben vezették be, a legjelentősebbek ezek között a 60 és a 70 lóerős motorok teljesítményének 5 lóerővel való megnövelése voltak. Ezen kívül a Special T változat 1592 cm3-s 95 LE-s motorral került összeszerelésre, valamint 5 sebességes váltóval is választható volt.
A Fiat 124 alapmodell gyártása a FIAT torinói üzemében 1974-ben állt le, egyidőben az új Fiat 131 "Mirafiori" modell megjelenésével. A 124 Spider műszaki megoldásain alapuló Pininfarina Spider 1985-ig gyártásban maradt.

## Jellemzői
A Fiat 124 egy hagyományos felépítést követő személygépjármű, önhordó karosszériával, hátsókerék-meghajtással. Az alkalmazott benzinmotor soros, vízhűtéses, 4 hengeres, OHV vezérlésű; a sebességváltó 4 fokozatú, a hátramenet kivételével az összes fokozat szinkronizált. A hidraulikus fékrendszer egykörös, mind a négy kereket tárcsafék fékezi. A tengelykapcsoló bowdenkábel vezérlésű.
| Szerkezeti egység                 | Rövid műszaki leírás | Jellemző adat/méret |
| --------------------------------- | --- | ------------------- |
| Karosszéria (Berlina):            | Hagyományos, négyajtós szedán, acél önhordó vázszerkezettel, | 5 férőhely          |
| Hajtáslánc:                       | orrmotoros, hátsókerék meghajtású (FR layout) |                     |
| Motor:                            | Soros, 4 hengeres, 1197 cm³-es, vízhűtéses benzinmotor, OHV szelepvezérléssel Weber 34 DMSA típusjelű, esőáramú, kéttorkú porlasztóval, mechanikus benzin-, és olajszivattyúval.                                                                                                 |                     |
| Erőátviteli rendszer: (alaptípus) | Száraz, egytárcsás tengelykapcsoló, 4 fokozatú, kézi botváltó + hátramenet, kardántengely, Hardy tárcsával, 2 kardán-keresztes csatlakozással, merev hátsó híd, differenciálművel. A sebességváltók kínálata a későbbi modelleknél:4 és 5 fokozatú kézi, 3 fokozatú, automatikus |                     |
| Elektromos rendszer:              | 12 V-os (negatív testelésű), Magneti-Marelli gyújtás-rendszer, illetve feszültségszabályzó, 12V 55Ah savas akkumulátor. |                     |
| Futómű:                           | kerékfelfüggesztés |                     |
| Első futómű:                      | független kerékfelfüggesztés - kettős "háromszög" keresztlengőkaros, teleszkópos lengéscsillapítóval és csavarrugókkal, torziós kanyar-stabilizátorral |                     |
| Hátsó futómű:                     | merev tengely csavarrugókkal, teleszkópos lengéscsillapítóval, két hossz-, és egy keresztirányú (Panhard rúd) lengőkarral, később független kerékfelfüggesztéssel |                     |
| Fékrendszer:                      | Kétkörös hidraulikus fékrendszer, a továbbfejlesztéseknél vákuumos fékrásegítővel. |                     |
| Első fékek:                       | acél tárcsafékek | átmérő: 227 mm      |
| Hátsó fékek:                      | acél tárcsafékek(a mechanikus kézifék a hátsó kereket rögzíti) | átmérő: 227 mm      |
| Kormányzás:                       | Golyópályás, majd később csigaorsós kormánymű, a kormányrúdon egy csuklóval (biztonsági okok miatt) |                     |
| Főbb méretek:                     | tengelytáv (Berlina & Coupe): | 2420 mm             |
|                                   | (Spider) | 2280 mm             |
|                                   | nyomtáv elöl (berlina): | 1330 mm             |
|                                   | nyomtáv elöl (Spider): | 1350 mm             |
|                                   | nyomtáv elöl (Coupe): | 1346 mm             |
|                                   | nyomtáv hátul (berlina): | 1300 mm             |
|                                   | nyomtáv hátul (Spider): | 1320 mm             |
|                                   | nyomtáv hátul (Coupe): | 1316 mm             |
|                                   | Hossz: | 4042 mm             |
|                                   | Szélesség: | 1625 mm             |
|                                   | Magasság: | 1420 mm             |
| Súlyadatok:                       | Berlina (eredeti 1197cc) : | 855kg               |
|                                   | Special: | 925kg               |
|                                   | Special T : | 950kg               |
|                                   | **Sport Spider (Serie I): | 945kg               |
|                                   | Sport Coupe (Serie I) AC: | 960kg               |
|                                   | Sport Coupe (Serie II) BC: | 995kg               |
| Menetteljesítmény:                | Maximális sebesség: | 142 km/h            |
|                                   | Gyorsulás 100 km/h sebességre: | 14,2 sec.           |
|                                   | Üzemanyag fogyasztás (oktánszám 92, szuperbenzin): | 9,8 l/100km         |
| *Egyéb adatok:                    | Fordulási kör átmérője: | 11,8 m              |
|                                   | Üzemanyag tartály térfogata: | 39 L                |
|                                   | Csomagtér térfogata: | 420 L               |
|                                   | Szállítható személyek száma: | 5 fő                |

## Modellváltozatok
Az 1966-ban bemutatott alapváltozat, továbbá a kombi és a kupé szériák színvonalas műszaki tartalma és kezdeti sikerei nyomán, a modell-, és motor kínálat folyamatos bővítésére nyílt lehetőség, ezzel további piaci lehetőségek nyíltak meg, miközben több ország, illetve autógyár is jogosultságot szerzett a FIAT 124 változatainak gyártására, illetve összeszerelésére. 
A modellváltozatok részletes ismertetése, külön (lent hivatkozott) szócikkekben lesz megtalálható. 
| FIAT 124 Modellváltozat  | Típusjel    | Felépítmény         | Gyártás       | Lökettérfogat cm3 | Motor vezérlés | Teljesítmény kW | Teljesítmény LE |
| ------------------------ | ----------- | ------------------- | ------------- | ----------------- | -------------- | --------------- | --------------- |
| Berlina                  | 1200        | 4 ajtós limuzin     | 1966-1974     | 1197              | OHV            | 44              | 59              |
| Familiare                | 1200        | 5 ajtós kombi       | 1966-1974     | 1197              | OHV            | 44              | 59              |
| Special                  | 1400        | 4 ajtós limuzin     | 1968–1972     | 1438              | OHV            | 51              | 69              |
| Special                  | 1400        | 4 ajtós limuzin     | 1972–1974     | 1438              | OHV            | 55              | 74              |
| Special T                | 1400        | 4 ajtós limuzin     | 1968–1972     | 1438              | DOHC           | 59              | 79              |
| Special T                | 1600        | 4 ajtós limuzin     | 1972–1974     | 1592              | DOHC           | 70              | 94              |
| Sport Coupé              | S1 (124 AC) | 2 ajtós coupé       | 1967-1969     | 1438              | DOHC           | 59              | 79              |
| Sport Coupé              | S2 (124BC)  | 2 ajtós coupé       | Cella szövege | 1608              | DOHC           | 81              | 108             |
| Sport Coupé              | S3 (124CC)  | 2 ajtós coupé       | Cella szövege | 1592              | DOHC           | 79              | 107             |
| Sport Spider alapmodell! | 1400        | 2 ajtós cabriolette | 1966-1973     | 1438              | DOHC           | 66              | 89              |

- FIAT 124 Berlina - 4 ajtós limuzin
- FIAT 124 Familiare - 5 ajtós kombi (1966-1974)
- FIAT 124 Special - 4 ajtós limuzin (1968-1974)
  - 1400 (1,438 cc) – 70 PS (51 kW; 69 hp) – 75 PS (55 kW; 74 hp) (1968–1974)
  - 1400 Special T (1,438 cc) Twin cam – 80 PS (59 kW; 79 hp) (1968–1972)
  - 1600 Special T (1,592 cc) Twin cam – 95 PS (70 kW; 94 hp) (1973–1974)
- FIAT 124 Sport Coupé 2 ajtós sportkupé, zárt utastér (1966-1975) Sorozatok(serie): 1, 2, 3
- FIAT 124 Sport Spider 2 ajtós, nyitható tetős sportautó (1966-1985)

### Motorváltozatok
Az alapmodell 1.2 L-es (1197 cm³) Fiat OHV soros négyhengeres motor. Továbbfejlesztett változatai a 124 Special, egy 1438 cm³-es OHV motor, továbbá a 124 Special T 1438 cm³-es és 1592 cm³-e "twin-cam" OHC motor. Az utóbbi két változathoz ötfokozatú sebességváltó társult.
- 1200 (1197 cm³)OHV - 60 PS (44 kW; 59 LE) - 66 PS (49 kW; 65 LE) (1966-1974)
- 1400 (1438 cm³)OHV - 70 PS (51 kW; 69 LE) - 75 PS (55 kW; 74 LE) (1968-1974)
- 1400 Special T (1438 cm³)DOHC "Twin Cam" - 80 PS (59 kW; 79 LE) (1968-1972)
- 1600 Special T (1592 cm³)DOHC "Twin Cam" - 95 PS (70 kW; 94 LE) (1973-1974)
- 1800 Abarth Rally (1756 cm³) DOHC "Twin Cam" - 128 LE (94 kW; 126 LE) (1972-1973)
- 2000 (1920 cm³) DOHC "Twin Cam" - 115 LE (85 kW; 113 LE) (1979)

## Speciális változatok
A 124-es modellváltozatok kialakítása során elsősorban a Pininfarina tervezőiroda munkája volt meghatározó, hiszen a fejlesztésekben már az első időktől részt vett. AZ alapmodellek jó tulajdonságai folytán azonban, más irodák és formatervezők is készítettek egyedi kialakítású változatokat, melyek kisebb-nagyobb szériában kerültek az utakra. Az autósportban kiemelkedő modellnek szánt változatát az Abarth céggel karöltve készítették el.

### FIAT 124 "Abarth" (Sport Spider)
A FIAT igazgatótanácsa az 1969-es őszi ülésén úgy döntött, hogy létrehoznak, egy belső verseny szakosztályt,hogy 4 autóval részt vehessenek az olasz Rally Bajnokság futamain, továbbá próbaként néhány világbajnoki rally futamon is. A felkészülést, az esetleges kudarc kockázatai okán, külső versenyzők bevonásával tervezték.
A Fiat 124 Abarth Rally Sport modell a 124 Sport Spider platformján, közösen készült a Fiat és az Abarth együttműködése keretében. A cél, hogy az 1972-1975 közötti időszakban, a csapat részt vegyen a Rally Világbajnokság (WRC - World Rally Championship) futamain, a "Group 4" kategóriában.
A gyártás első évben még magáncsapatok és versenyzők által jelent meg a WRC futamokon. Annak ellenére, hogy a teljesítmény-súly arány a versenytársakhoz képest gyengének bizonyult, kiváló eredményeket értek el, köszönhetően a szilárd felépítésnek, a kiegyensúlyozott tömegeloszlásnak, valamint a korszerű, megerősített futómű által biztosított úttartásnak.

### FIAT 124 "Moretti" (Sport coupé)
Az 1950-es évek végén a Moretti cég úgy döntött, hogy felfüggeszti a széria autók gyártását, és kiszáll ebből az üzletágból a kis sorozatban gyártott, ámde színvonalas autók, magas előállítási költségei miatt.  A döntés vonzataként, ezentúl a tömeggyártás helyett, főként egyedi karosszériák megvalósításának szenteli magát.
A hatvanas években, miután megszabadult a szériagyártás tervezési és kivitelezési nyűgétől, a Moretti cég lenyűgöző tervezési bázist alapozott meg többek között az Alfa Romeo, a Maserati és a Fiat cégek számára, kiváló szintű konstrukciós megoldásokkal és formatervekkel támogatva meg a szériagyártásra szánt modellek fejlesztését. Giovanni Michelotti tervező, a Moretti cégnél végzett munkája során, mintegy harminc modell tervezésében jeleskedett.
A Moretti a Fiat 124 Special alapjain, annak elrendezését követve tervezte meg és forgalmazta a saját sport coupé változatát, mely formavilágában és belső tér kialakításában egyaránt oly egyedivé varázsolta az alapmodellt.   
A FIAT Special 1,4 L-es, soros 4 hengeres motorja könnyűfém, keresztöblítéses hengerfejjel, DOHC vezérléssel, kettős felső vezérműtengellyel megerősítve 70 LE (51 kW) teljesítményt adott le az 5800@rpm tartományban. A váltó még egy 4 sebességes kézi kapcsolású, mellyel a hátsó hídra átvitt forgatónyomaték az autót 175 km/h sebességre gyorsította fel.

### Pininfarina Spider
Az elődök, minta a Fiat Coupe és Convertible karosszériáját, a Pininfarina által tervezettek alapján gyártotta Fiat 1959-1966 között, eredetében a Granluce Convertible 1200 alapján. A 124 "Sport Spider" változatot szintén a Pininfarina tanulmánytervei alapján alakították ki 1966-ra, és gyártották 1975-ig az európai piacokra. Bár a 124-es modellváltozatok gyártása a FIAT-nál 1975-ben megszűnt, 1981-ig a 124-es nyitott változata tovább készült "Fiat Spider" néven, kifejezetten az USA piacok számára, az ottani igényeknek és szabványoknak megfelelő kialakítással.
1983-ban megjelent a "Pininfarina Spidereuropa 2.0 Abarth" amerikai modellváltozat. Az USA környezetvédelmi szabványához való megfelelésének érdekében nagyobb, energiaelnyelő lökhárítókkal, szélesebb hátsó lámpákkal, oldalsó helyzetjelző lámpatestekkel, valamint a motor tekintetében a káros égéstermékek kibocsátását csökkentő berendezésekkel lett ellátva. Az erőforrás kezdetben a DOHC 1756 ccm-es kéttorkú porlasztóval szerelt változata, később került a Fiat Spider 2000 motorterébe az 1995 ccm-es erőforrás, végül ezt már az elektronikus "Bosch" befecskendezővel szerelték. Az USA környezetvédelmi normák betartása érdekében, még az injektoros változat is, csak 105 lóerőt teljesített. A kínálati listán, szerepelt egy nagyobb teljesítményű változat, a Volumex cég kompresszorával ellátva, továbbá gyártottak még injektoros-turbófeltöltős "Spider" változatokat is.
1981-ben a Spider változat, a Pininfarina aktív technikai, marketing és üzleti részvételével visszatért Európába, "Pininfarina Spidereuropa" fantázianéven. Azonos volt az amerikai változattal, kivéve néhány különbséget, így a lökhárítók kiképzése, az oldalsó helyzetjelző lámpák hiánya elöl és hátul, a műszerfal módosított kialakítása és a hátsó ülések hiánya. Az utolsó verziók gyártása 1985-ig folytatódott, összesen 150.000 "Spider" változat készült.

### Fiat 124 Touring Superleggera Cabriolet (1966 prototípus 1 példány készült)
A Carrozzeria Touring az 1966-ban megrendezett Torinói Autószalonra (Salone dell' Automobile Torino 1966) elkészítette és   bemutatta a Fiat 124 cabriloet változatát. Ez volt az utolsó autó melyet a Touring Superleggera készített, ez a prototípus egy példányban készült. A fogadtatás pozitív volt, de a Fiat vezérigazgatója megszüntette a projekt továbbvitelét, mert a "Pininfarina Design", már tervezte a 124 Sport Spider változatot.
- Képek:

## Külföldi gyártás licenc vagy kooperáció alapján
Az olasz Fiat járműgyár a 124-es modell bemutatása után több országgal kötött licencmegállapodást, melynek értelmében az adott országok megkezdték a Fiat 124 műszaki megoldásain alapuló személygépkocsik gyártását.
- E modell képezte az alapját a Szovjetunióval kötött megállapodás alapján gyártott Zsiguli 1200 (később Lada 1200), illetve a 2010-es évek elejéig gyártott VAZ–2104, VAZ–2105 és VAZ–2107 modelleknek.
- Törökországban Tofaş Murat 124 és Tofaş Serçe jelzéssel gyártották.
- Spanyolországban a SEAT állította elő, SEAT 124 illetve SEAT 1430 jelzésekkel.
- Indiában is gyártották "Premier 118 NE" jelzéssel. Ez a változat motorikusan eltér a többi változattól, mivel Nissan motorral szerelték. Készült dízelmotorral is, Premier Padmini 1.38D jelzéssel. Külsőre a SEAT 1430-ra hasonlít.
- Bulgáriában "Pirin-FIAT" jelzéssel gyártották.
- Koreában az Asia Motors is gyártotta Fiat-KIA 124 jelzéssel. Ennél a változatnál az oldalsó visszapillantó tükröket az autó elejéhez közelebb, a motorház középvonalában szerelték fel.[6]

## Képgaléria

FIAT 124 Modellek (1966-1974)
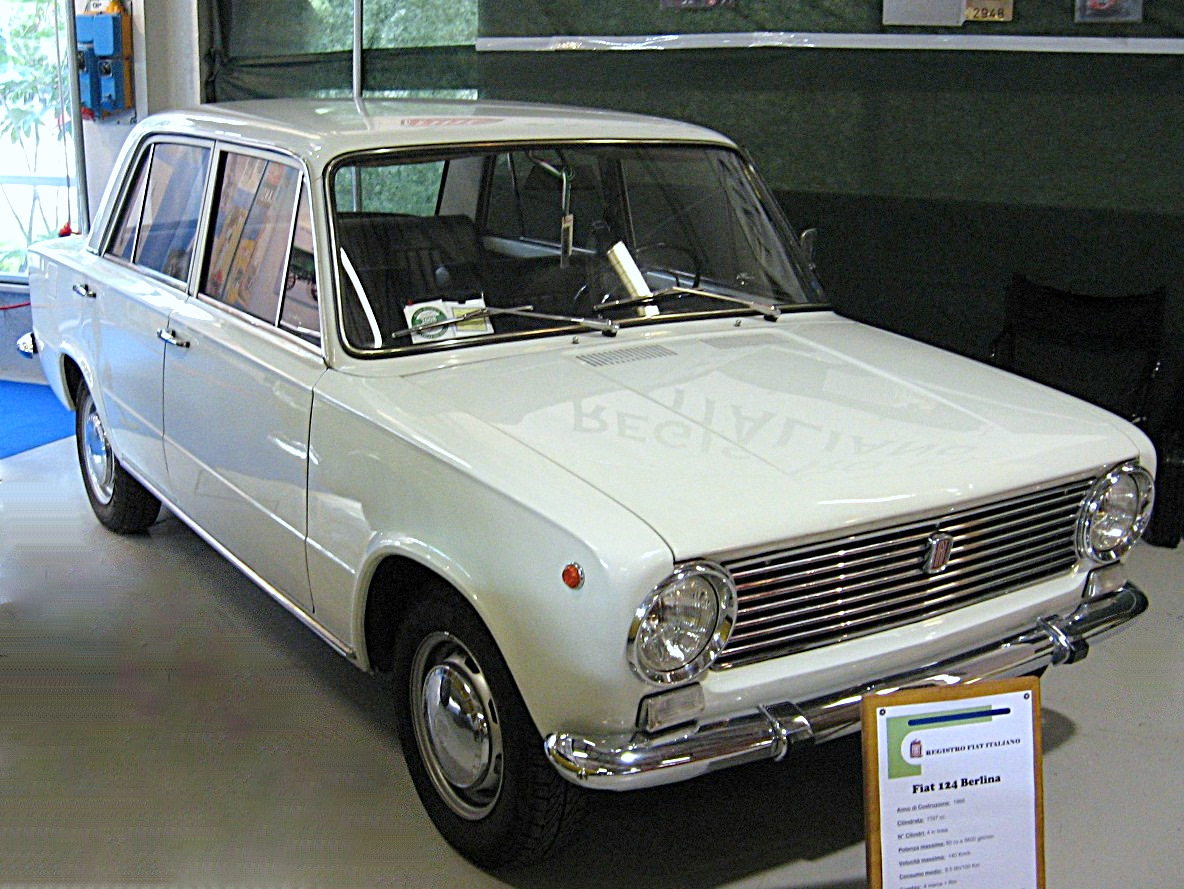
FIAT 124 Berlina
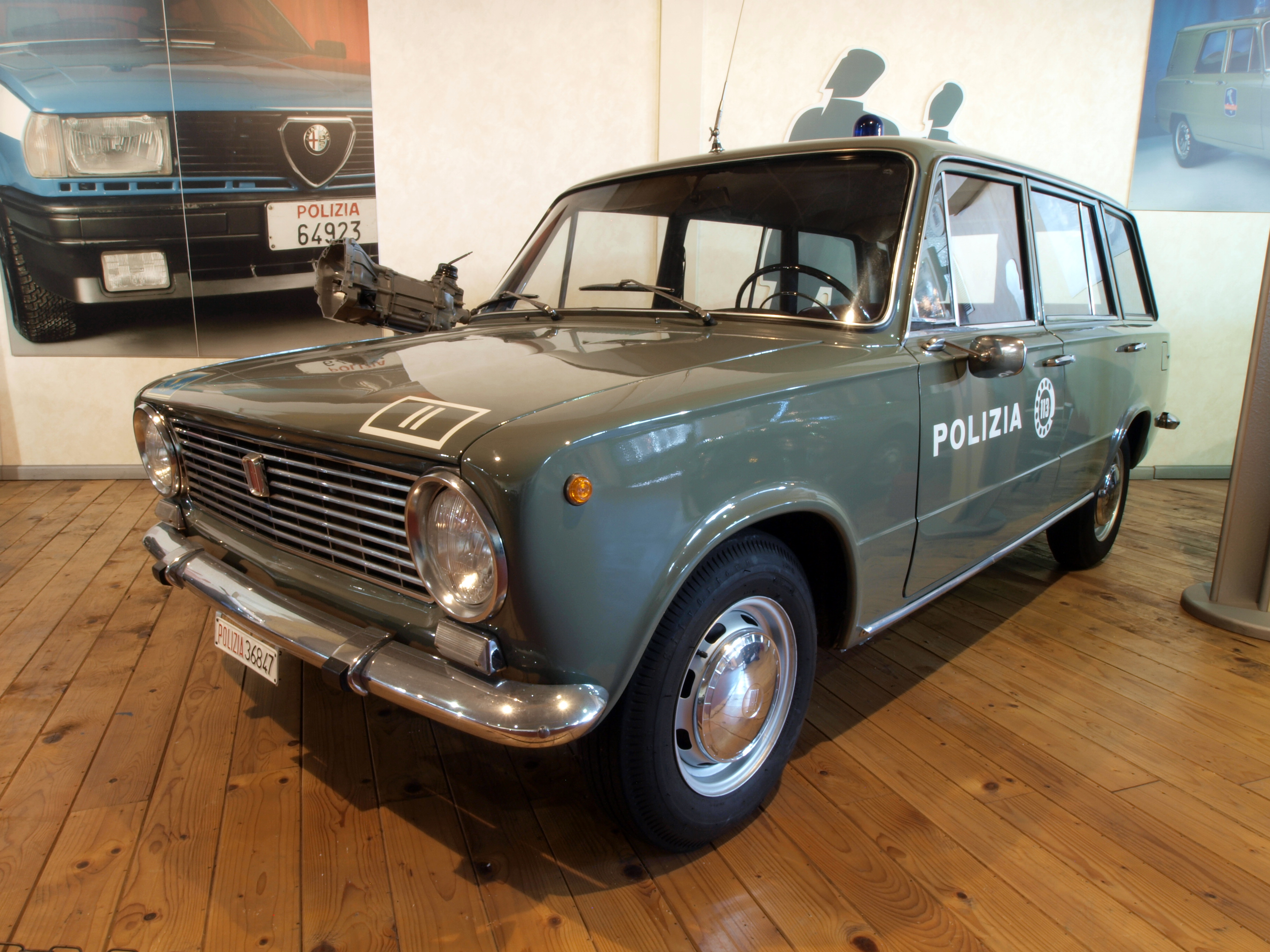
FIAT 124 Familiare
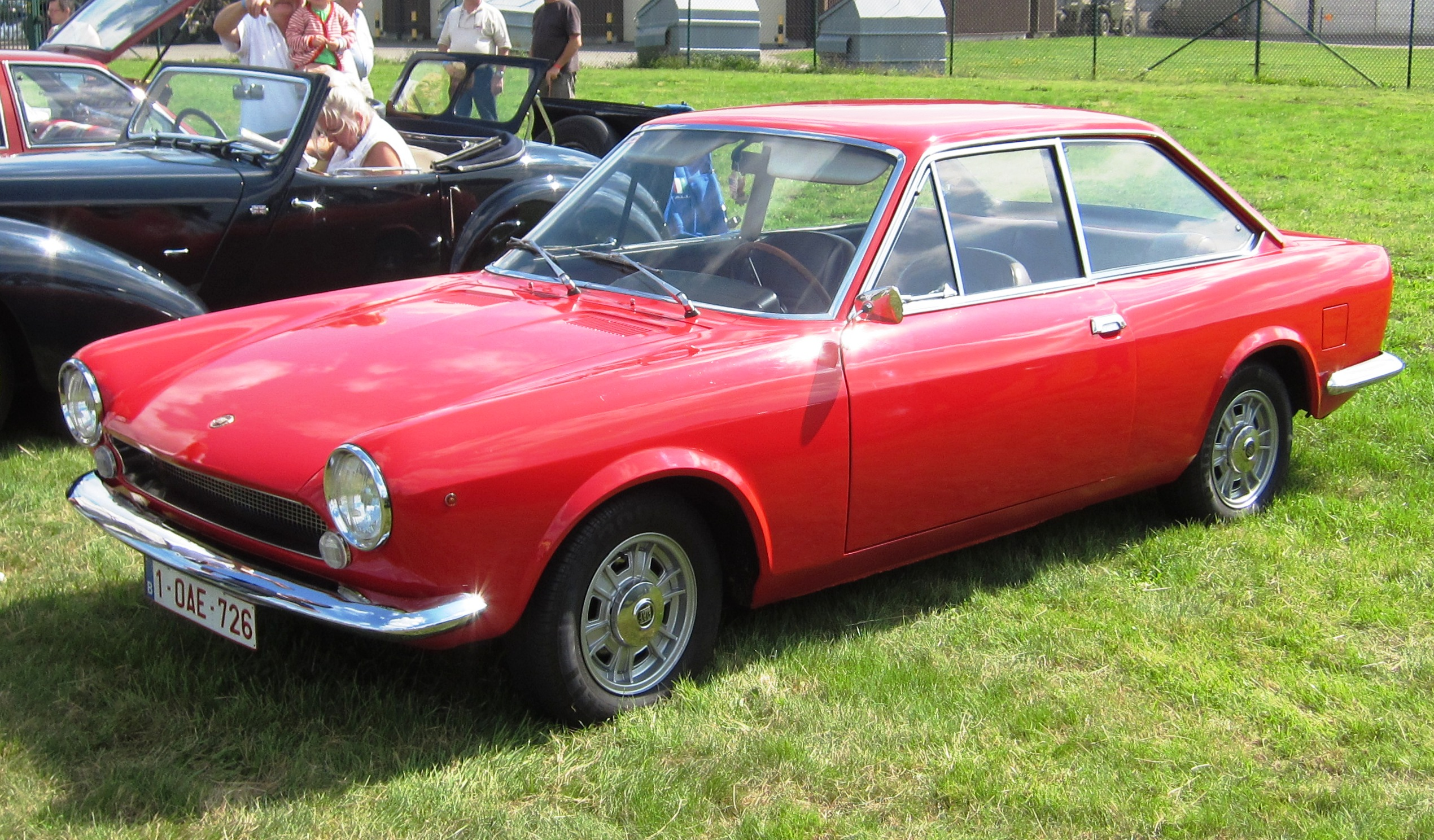
Fiat 124 Sport Coupé
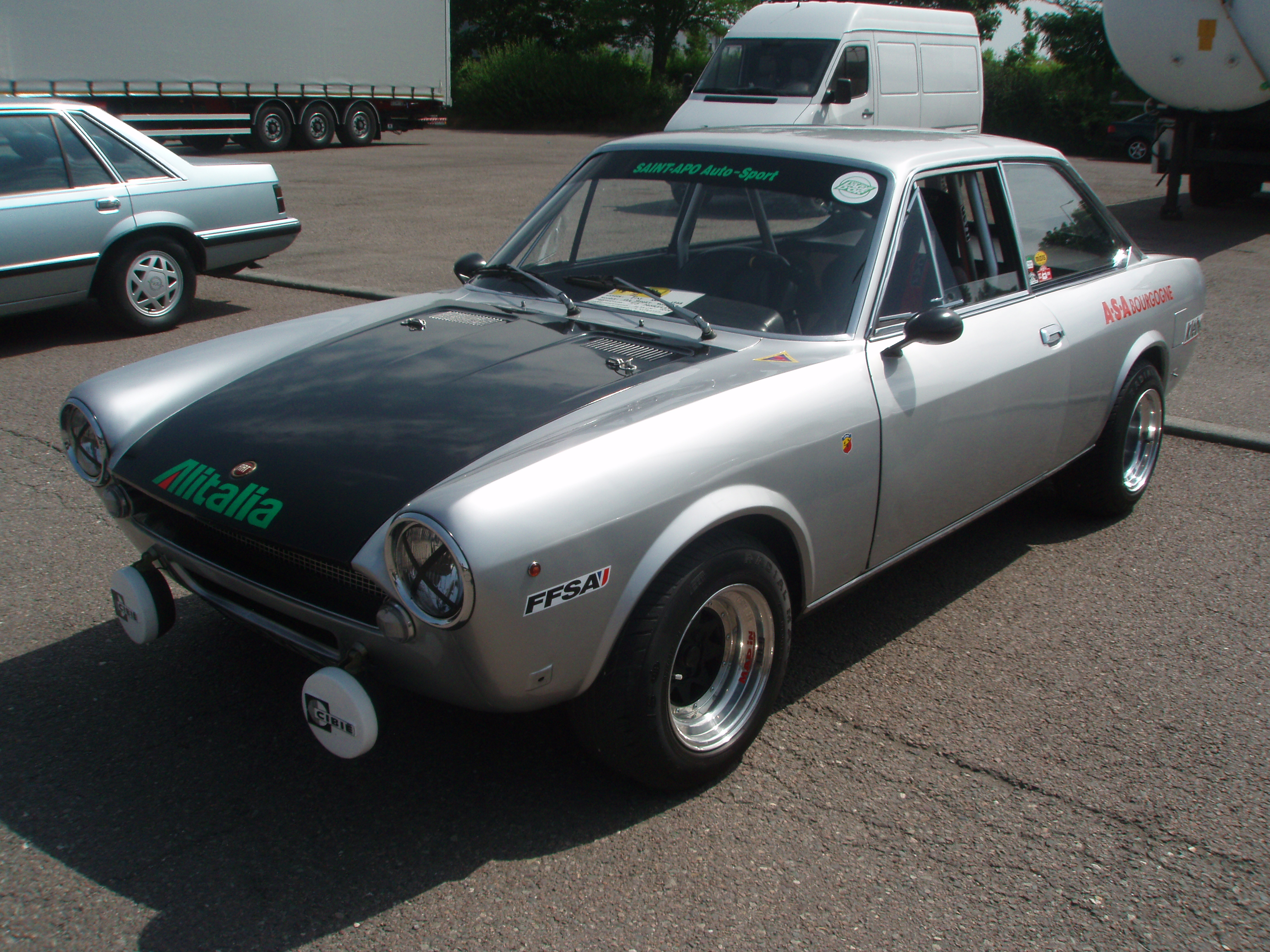
1968 Fiat 124 Sport AC, Serie 1
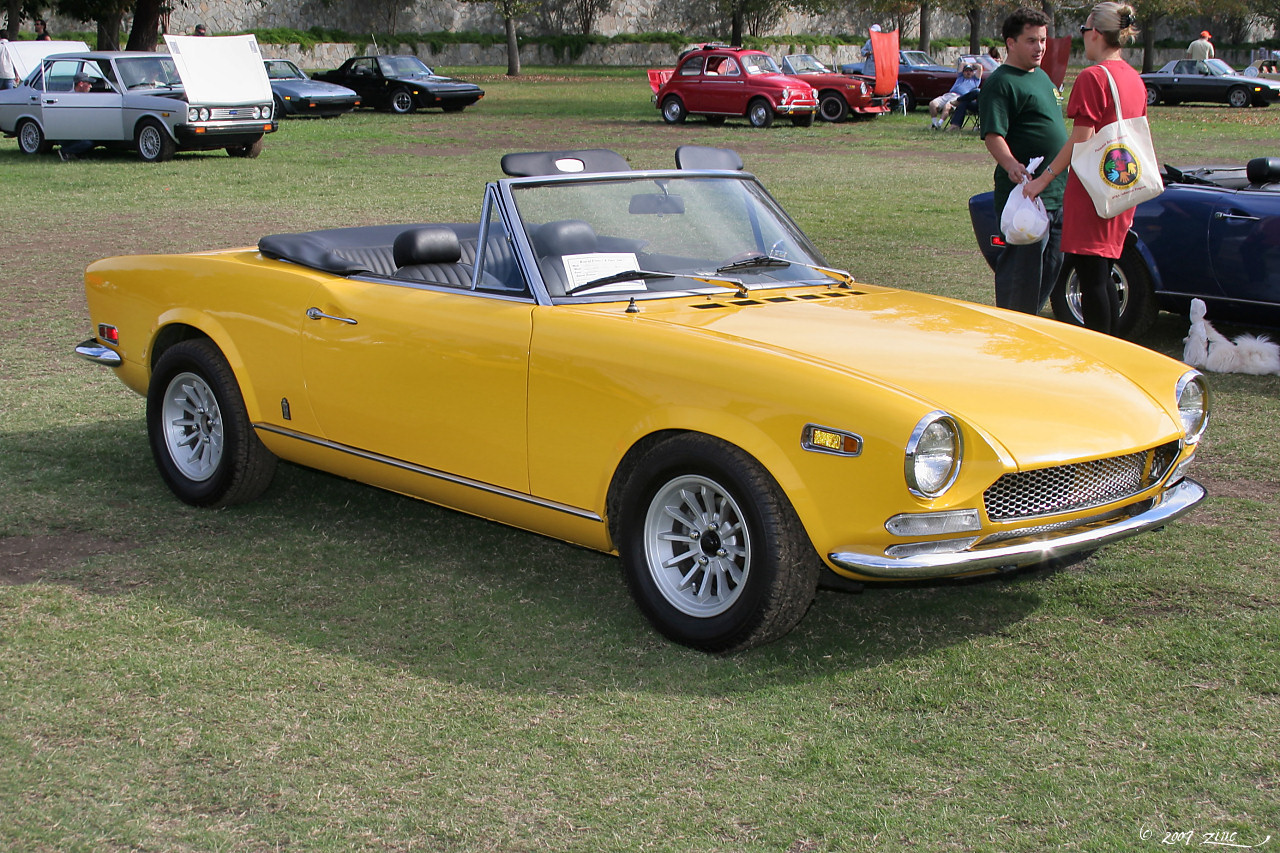
1970 Fiat 124 Sport Spider
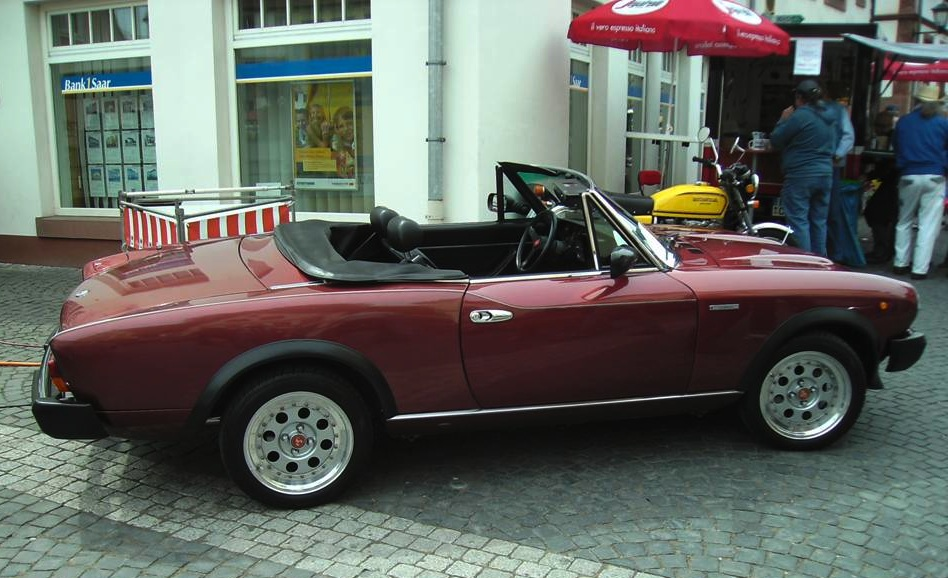
Pininfarina Sport Spider - Volumex 1.1 supercharger
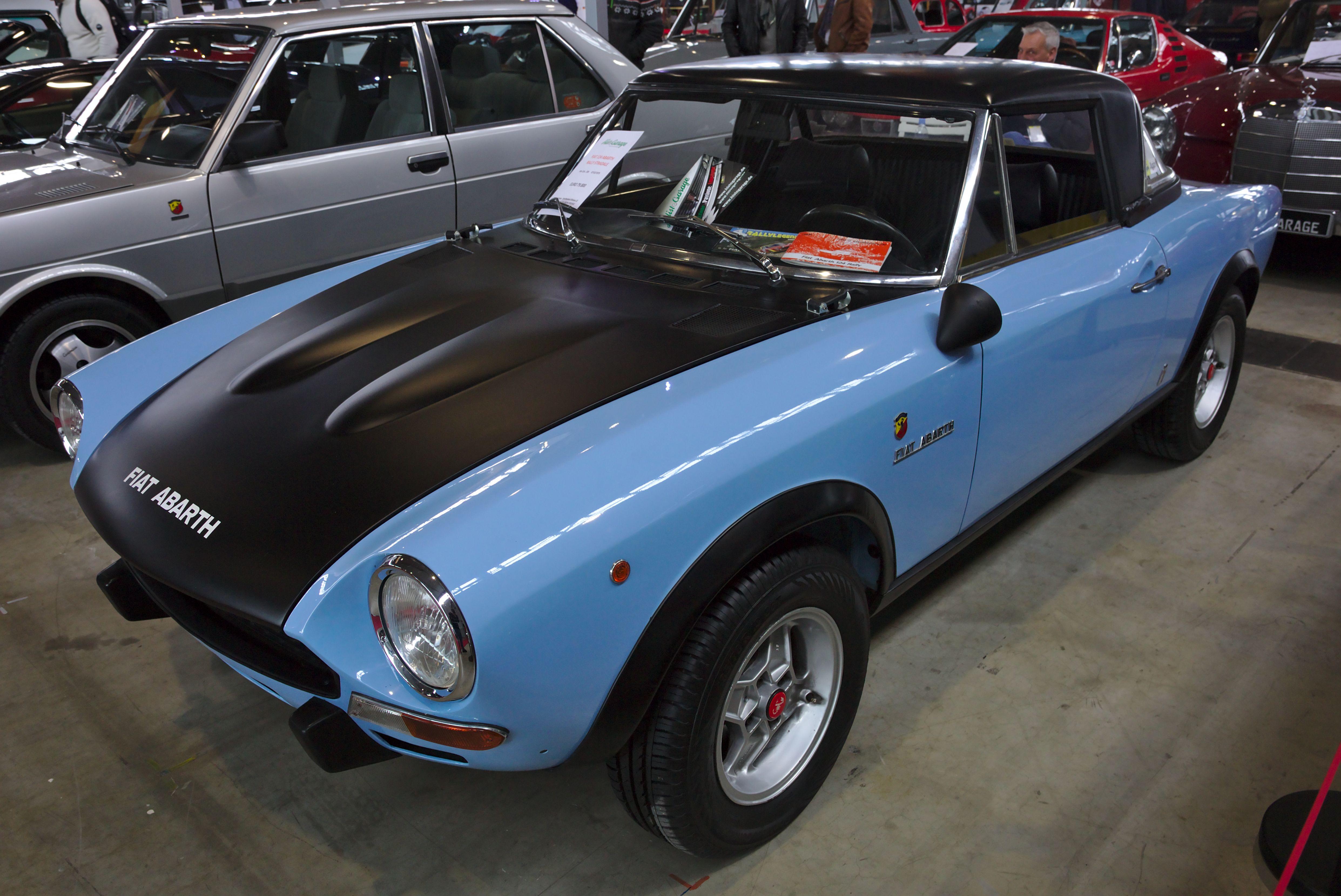
Fiat 124 "Abarth" Sport Spider
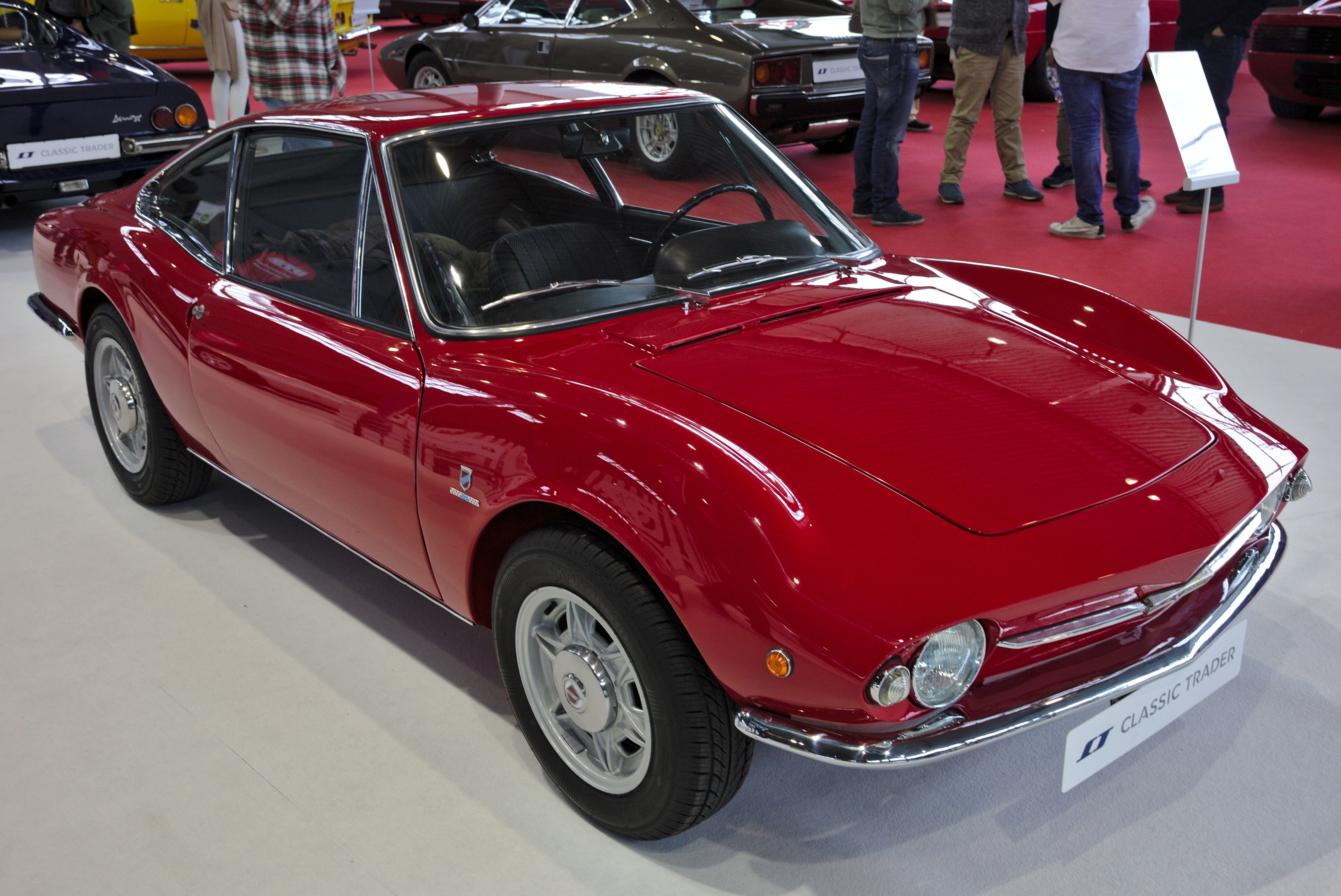
FIAT 124 Moretti Coupé

## Fordítás
- Ez a szócikk részben vagy egészben  a   Fiat 124 című angol Wikipédia-szócikk fordításán alapul.  Az eredeti cikk szerkesztőit annak laptörténete sorolja fel. Ez a jelzés csupán a megfogalmazás eredetét és a szerzői jogokat jelzi, nem szolgál a cikkben szereplő információk forrásmegjelöléseként.
- Ez a szócikk részben vagy egészben  a   Fiat 124 című olasz Wikipédia-szócikk fordításán alapul.  Az eredeti cikk szerkesztőit annak laptörténete sorolja fel. Ez a jelzés csupán a megfogalmazás eredetét és a szerzői jogokat jelzi, nem szolgál a cikkben szereplő információk forrásmegjelöléseként.